# Synagoga w Križevci
Synagoga w Križevci (chorw. Sinagoga u Križevci) – żydowska bóżnica znajdująca się w Križevci przy pl. Strossmayera (Strossmayerovom trgu 5).
Została zaprojektowana w 1895 roku przez architektów z pracowni Hönigsberg & Deutsch w stylu neorenesansu i neoklasycyzmu. Została zdewastowana w 1941 roku. W 1950 roku ulokowano w niej Dom Młodzieży, a jednocześnie usunięto dekoracje na elewacjach oraz rozety. Służyła także jako biblioteka miejska oraz siedziba organizacji kulturalnych i harcerskich. Od 2014 roku mieści się tu lokalna organizacja turystyczna.